# Deens landhoen
Het Deens landhoen is het oudste kippenras uit Denemarken en valt onder de landhoenders. Ze zijn ontstaan uit de eerste kippen die 2500 jaar geleden in Denemarken aankwamen. Het is een van de zuiverste rassen in Europa.
Het is een levendig ras dat graag wat ruimte heeft. De dieren komen voor in verschillende kleurslagen, waarvan de bruinpatrijs de bekendste is. De hanen wegen ongeveer 2 kg en de hennen 1,75 kg. De eieren hebben een witte kleur en een gewicht van 55 tot 60 gram. Er bestaat ook een krielvorm van dit ras. De hanen daarvan wegen ongeveer 800 gram en de hennen 700 gram.